# Мхитарян, Генрих Гамлетович
Ге́нрих Га́млетович Мхитаря́н (арм. Հենրիխ Համլետի Մխիթարյան, армянское произношение: [hɛnˈɾiχ məχitʰɑˈɾjɑn]; род. 21 января 1989, Ереван, Армянская ССР, СССР) — армянский футболист, полузащитник итальянского клуба «Интернационале». Бывший игрок и экс-капитан национальной сборной Армении. Многократный чемпион Армении и Украины, двенадцать раз признавался футболистом года в Армении. Лучший бомбардир в истории сборной Армении. В 2017 году награждён орденом «За заслуги перед Отечеством» 1-й степени.
В составе «Пюника» он выиграл четыре титула чемпиона Армении, в 2009 году перешёл в донецкий «Металлург», а в 2010 году за 6,1 миллиона евро перешёл в донецкий «Шахтёр». В «Шахтёре» установил рекорд по количеству забитых мячей в сезоне 2012/13 и был назван лучшим футболистом года в чемпионате. Выиграв три внутренних дубля, он подписал контракт с клубом Бундеслиги «Боруссия Дортмунд» за рекордную для клуба сумму в 27,5 млн евро, став самым дорогим армянским игроком всех времён.
Там он выиграл Суперкубок Германии в 2014 году, а в следующем сезоне сделал наибольшее количество голевых передач в Бундеслиге — 15, второе место в Европе. Затем он перешёл в «Манчестер Юнайтед» за 30 миллионов фунтов стерлингов (34,3 миллиона евро), став первым армянином, игравшим в Премьер-лиге. Он выиграл Суперкубок Англии и забил победный гол в финале Лиги Европы УЕФА. В 2018 году он подписал контракт с «Арсеналом», а затем с клубом Серии А «Рома» на правах аренды. Он подписал контракт на постоянной основе в 2020 году. В 2022 году стал победителем Лиги конференций УЕФА.
Выступал за сборную своей страны в 2007—2022 годах. Он является лучшим бомбардиром Армении за всё время, забив 32 гола в 95 матчах, а также оформив первый хет-трик. Десять раз признавался лучшим футболистом года в Армении, получая эту награду каждый год с 2009 года (за исключением 2010 и 2018 годов). Также был признан футболистом года СНГ в 2012 и 2013 годах, став первым армянским футболистом, признанным лучшим игроком из постсоветских стран.

## Ранние годы
Генрих Мхитарян родился 21 января 1989 года в столице Советской Армении Ереване в семье Марины Тащян и Гамлета Мхитаряна. Его отец был известным нападающим ереванского клуба «Арарат» в 1980-х годах, который умер от опухоли мозга в возрасте 33 лет, когда Генриху было семь лет. Мать Марина Тащян была армянкой из Москвы.
Смерть отца сильно повлияла на Мхитаряна. Он считает, что если бы его отец был жив, то «всё было бы по-другому». Он давал ему полезные советы с профессиональной точки зрения. Люди, наблюдавшие за Мхитаряном и его отцом, говорят, что их стили очень похожи друг на друга. Он сказал: «Я верю, что он видит меня и гордится мной...». Его мать — руководитель отдела национальных сборных в Федерации футбола Армении, а старшая сестра, Моника, работает в штаб-квартире УЕФА.
В начале 1990-х годов семья Мхитарян переехала во Францию, где Гамлет Мхитарян играл за ныне несуществующий «АСОА Валанс» и помог ему выйти во второй дивизион. Мхитарян провёл свое раннее детство в Валансе. Он всегда хотел стать футболистом и начал идти по стопам своего отца. В детстве он наблюдал за игрой отца и всегда хотел следовать за ним на тренировки, а своим футбольным кумиром считал Зинедина Зидана. Мхитаряны вернулись в Ереван в 1995 году. В том же году Мхитарян присоединился к молодёжной системе клуба «Пюник». В 2003 году Мхитарян в возрасте 14 лет попробовал себя в бразильском «Сан-Паулу», где играл вместе с такими игроками, как Эрнанес и Оскар. Он вернулся в «Пюник» в 2004 году, тогдашний главный тренер Михай Стойкицэ настоял на его возвращении в Армению. Он окончил Армянский государственный институт физической культуры. Изучал экономику в Ереванском филиале Санкт-Петербургского института. По окончании института он планировал учиться там на юриста.

## Клубная карьера

### «Пюник»
В 1995 году Мхитарян присоединился к молодежной системе клуба «Пюник» и получил свою первую зарплату в возрасте 15 лет. Позже он был переведён в первую команду и дебютировал на профессиональном уровне в 2006 году в возрасте 17 лет. Последний раз он играл за клуб в сезоне 2009 года. В том сезоне он забил 11 голов в 10 матчах чемпионата. За четыре сезона, проведённых в первой команде, он четыре раза выигрывал Премьер-лигу Армении (2006, 2007, 2008 и 2009). Они также дважды выигрывали Суперкубок Армении (2007 и 2009) и один раз Кубок Армении (2009). Главный тренер сборной Армении и «Пюника» Вардан Минасян признался, что хотел бы видеть своего звёздного игрока «играющим в более сильном чемпионате». Минасян заявил, что молодой Генрих находится на пути к тому, чтобы стать легендой в своём собственном праве. Он сказал о Мхитаряне: «Он может выигрывать матчи в одиночку. Он захватывает контроль в решающий момент и забивает для удовольствия».
Благодаря успеху в Армянской Премьер-лиге в составе клуба «Пюник» в 2009 году он перешёл в клуб украинской Премьер-лиги донецкий «Металлург».

### «Металлург» (Донецк)
18 июня 2009 года перешёл в донецкий «Металлург». Впервые за клуб сыграл 18 июня 2009 года, в матче «Металлург» — «Донецксталь» (7:0), сперва он точно пробил головой с подачи углового, а затем забил метров с 15-ти, отправив мяч в угол ворот. 13 июля 2009 года был официально представлен как игрок «Металлурга», Мхитарян взял 22 номер. 16 июля 2009 года официально дебютировал за «Металлург» в матче Лиги Европы, «Металлург» — МТЗ-РИПО (3:0), в том матче он отметился забитым голом. В Премьер-лиге Украины дебютировал 19 июля 2009 года в матче «Металлург» — «Днепр» (0:0). Его первый гол в чемпионате состоялся 26 июля 2009 года в ничьей с львовскими «Карпатами» (2:2). 6 августа 2009 года он забил первый гол в ответном матче Лиги Европы против словенского «Интерблока» (3:0), выиграв по сумме двух матчей 5:0.
В следующем сезоне он был назначен капитаном клуба в возрасте 21 года, став самым молодым капитаном в истории донецкого «Металлурга». 16 июля 2010 года он забил свой первый гол в сезоне, пенальти на 89-й минуте, в победе над киевской «Оболонью» (3:0). 30 августа 2010 года Мхитарян провёл свой последний матч за клуб в победе над «Днепром» (2:1). В своём втором сезоне он провёл восемь матчей и забил три гола, все из которых были в чемпионате. В составе «Металлурга» он провёл 37 матчей в чемпионате, забив 12 голов. Всего за клуб он провёл 45 матчей, забив 16 раз.

### «Шахтёр» (Донецк)

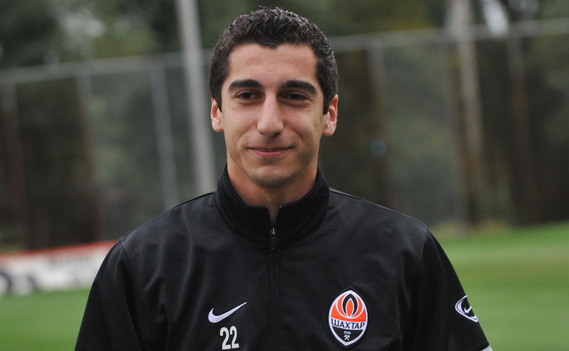
Генрих Мхитарян на тренировке «Шахтёра» в 2010 году

30 августа 2010 года он подписал контракт с действующими чемпионами Премьер-лиги донецким «Шахтёром» за $7,5 млн. До подписания контракта с «Шахтёром» Мхитарян проходил просмотр в команде иранской Про-лиги «Мес», который был отклонён главным тренером Самадом Марфави. Его дебют состоялся 10 сентября 2010 года в гостевом поражении от киевской «Оболони» со счётом 0:1, после 62-й минуты он был заменён на Эдуардо. Его домашний дебют оказался более успешным: 19 сентября 2010 года «Шахтёр» отыгрался с отставания в счёте и выиграл у симферопольской «Таврии» (4:1). В этом матче он забил свой первый мяч за клуб. Через три дня он впервые выступил в Кубке Украины, забив второй гол в победе над «Кривбассом» со счётом 6:0. 25 сентября 2010 года он забил поздний гол в компенсированное время в гостевой победе над харьковским «Металлистом» со счётом 2:1. 28 сентября 2010 года он дебютировал за клуб в Лиге чемпионов в матче против «Браги» (3:0). Он появился в финале Кубка Украины против киевского «Динамо» (2:0), выйдя на 81-й минуте вместо Жадсона. Его первый сезон в клубе был чрезвычайно успешным для «Шахтёра», ведь он выиграл требл (Премьер-лига, Кубок Украины и Суперкубок).

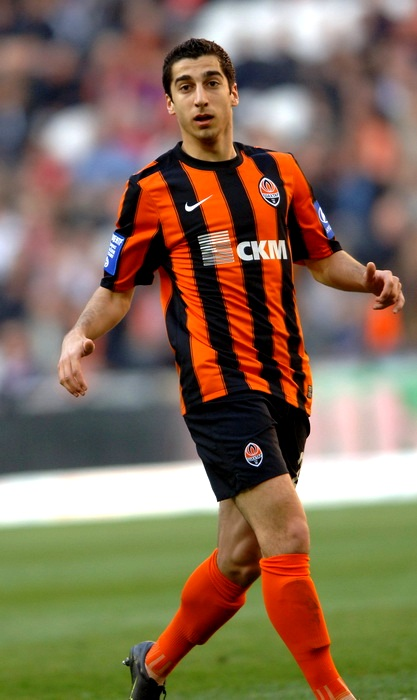
Мхитарян в составе «Шахтёра» в 2011 году

В сезоне 2011/12 «Шахтёр» выиграл Премьер-лигу и Кубок Украины. Мхитарян забил третий гол в победе над киевской «Оболонью» (4:0) в своём первом матче сезона в чемпионате. 4 марта 2012 года он сравнял счёт в ничьей с днепропетровским «Днепром» (1:1). 11 апреля 2012 года он забил единственный гол в кубковой победе над запорожским «Металлургом». 6 мая 2012 года он принял участие в победе «Шахтёра» над своей бывшей командой донецким «Металлургом» в финале Кубка Украины со счётом 2:1 в дополнительное время, выйдя после 62-й минуты вместо Дугласа Косты. В онлайн-опросе на официальном сайте донецкого «Шахтёра» Мхитарян был признан лучшим игроком клуба в сезоне 2011/12 Премьер-лиги, набрав около 38% голосов. Он забил 11 голов в 37 матчах, в том числе 10 голов в 26 матчах чемпионата. В сезоне 2011/12 «Шахтёр» выиграл Премьер-лигу и Кубок Украины.
Мхитарян сыграл в победе «Шахтёра» над донецким «Металлургом» со счётом 2:0 в Суперкубке 2012 года. В своём первом матче сезона 2012/13 Премьер-лиги он забил дважды и отдал две голевые передачи в победе над киевским «Арсеналом» со счётом 6:0. В победе над одесским «Черноморцем» со счётом 5:1 он сделал хет-трик и после шести матчей забил 10 голов за сезон, сравнявшись с показателем предыдущего сезона. 19 сентября 2012 года в первом матче «Шахтёра» в Лиге чемпионов, Мхитарян забил дважды в победе над датским «Норшелланном» (2:0). Это был первый гол в Лиге чемпионов, и он был назван лучшим игроком матча. Он также был включён в команду недели первого игрового дня Лиги чемпионов после своего дубля в матче с «Норшелланном». 16 марта 2013 года сыграл свой 100-й матч в украинской Премьер-лиге в матче против одесского «Черноморца». 11 мая 2013 года Мхитарян забил свои 23-й и 24-й голы в сезоне Премьер-лиги в победе над «Таврией» со счётом 5:0. Эти голы установили рекорд украинской Премьер-лиги по количеству голов за сезон. Он завершил сезон с 25 голами в чемпионате, а атакующего полузащитника хвалили за технику и самоотдачу.

### «Боруссия» (Дортмунд)
25 июня 2013 года дортмундская «Боруссия» сделала предложение в размере €23 млн ($30 млн), но, подтверждая предложение, генеральный директор донецкого «Шахтёра» Сергей Палкин настаивал на том, что оно не соответствует оценке клуба, которая составляла €30 млн ($36 млн). 5 июля 2013 года стало известно, что дортмундская «Боруссия» успешно провела переговоры с украинским клубом и Мхитарян направляется в Германию для прохождения медицинского обследования. 8 июля 2013 года дортмундская «Боруссия» объявила, что намерена подписать четырёхлетний контракт с игроком за €25 млн (£21,5 млн) «Шахтёр» и «Боруссия» официально «уладили все необходимые формальности» и договорились о €27,5 млн (£23,6 млн), сделав его самой дорогой покупкой в истории клуба. В новой команде взял 10-й номер
10 июля 2013 года в своём дебюте в предсезонном товарищеском матче против «Базеля» Мхитарян организовал гол Марко Ройса на 11-й минуте и забил свой первый гол за клуб 16 минут спустя, тем самым помог своей команде одержать победу со счётом 3:1 на выезде на «Санкт-Якоб Парк». Мхитарян не смог принять участие и не был включён в состав команды на Суперкубок Германии 2013 года, который его клуб выиграл, из-за травмы, полученной в товарищеской игре до этого. 18 августа 2013 года дебютировал за «Дортмунд» после возвращения после трёхнедельной травмы во втором туре Бундеслиги 2013/14 в домашней победе над брауншвейгским «Айнтрахтом» на «Сигнал Идуна Парк». 4 сентября 2013 года Мхитарян забил свои первые официальные голы за дортмундскую «Боруссию», сделав дубль против «Айнтрахта» (2:1). Мхитарян закончил сезон с девятью голами и десятью передачами в Бундеслиге и был включён в команду сезона Бундеслиги по версии WhoScored. Его команда заняла второе место в Бундеслиге 2013/14 и второе место в Кубке Германии.
Первым трофеем, который Мхитарян выиграл с «Дортмундом», стал Суперкубок Германии 2014 года, забив первый гол в победе над «Баварией» (2:0). В сентябре 2014 года получил травму, которая вывела его из строя на месяц, а 13 декабря 2014 года он снова получил травму. 28 февраля 2015 года он забил второй гол в Рурское дерби с «Шальке 04» (3:0). 6 августа 2015 года «Дортмунд» играл против «Вольфсберга» в рамках второго матча третьего квалификационного раунда Лиги Европы, первого домашнего матча Томаса Тухеля в качестве тренера. Мхитарян забил поздний хет-трик в победе 5:0, 6:0 по сумме двух матчей. Три дня спустя он забил второй гол в победе над клубом 3-й лиги «Кемницер» (2:0) в первом раунде Кубка Германии. 15 августа 2015 года Мхитарян забил дубль в первом матче сезона против мёнхенгладбахской «Боруссии» (4:0). Пять дней спустя он забил победный гол, когда «Дортмунд» проигрывал 0:3, но по итогу выиграл у «Одд» со счётом 4:3 в первом матче плей-офф Лиги Европы. 28 октября 2015 года во втором раунде внутреннего кубка Мхитарян забил последний гол в матче с «Падерборн 07» (7:1). Восемь дней спустя его гол подтвердил домашнюю победу над «Габалой» со счётом 4:0, обеспечив себе место в 1/8 финала Лиги Европы. 20 апреля 2016 года армянин стал одним из трёх бомбардиров, когда «Боруссия» выиграла 3:0 у «Герты» в полуфинале Кубка Германии. В конце сезона был признан лучшим игроком сезона в Бундеслиге. Он закончил чемпионат лидером по количеству ассистов с 15 передачами.
В июне 2016 года Мхитарян сообщил руководству «Боруссии», что не собирается продлевать контракт с клубом, истекающий в 2017 году. Его агент Мино Райола заявил, что Мхитарян хочет перейти в «Манчестер Юнайтед».

### «Манчестер Юнайтед»
2 июля 2016 года генеральный директор «Боруссии» Ханс-Йоахим Ватцке заявил, что продажа игрока в английский «Манчестер Юнайтед» будет неизбежной, так как игрок уйдет бесплатно, если останется ещё на один год. Четыре дня спустя Мхитарян подписал с «Юнайтед» четырёхлетний контракт на сумму от £27 млн до £30 млн, с возможностью продления ещё на год. Он стал первым армянином, перешедшим в клуб Премьер-лиги.

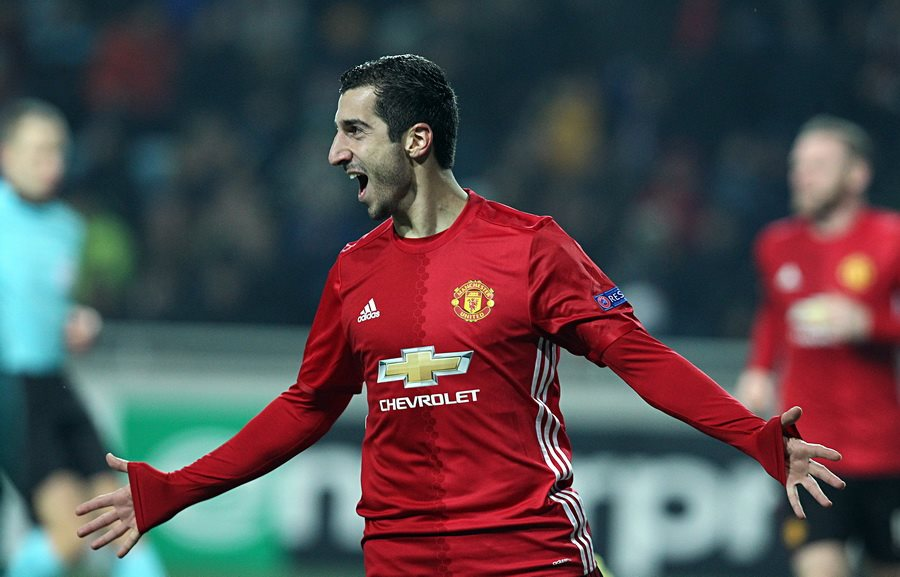
Мхитарян празднует забитый мяч за «Манчестер Юнайтед» в 2016 году

15 июля 2016 года дебютировал в предсезонном матче против «Уиган Атлетик», победив со счётом 2:0. 7 августа 2016 года он дебютировал в качестве запасного игрока в матче против «Лестер Сити» (2:1) в рамках Суперкубка Англии 2016 года. 14 августа 2016 года стал первым армянином, сыгравшим в Премьер-лиге, когда вышел на замену Хуану Мате на 75-й минуте в гостевом матче с «Борнмутом» (3:1). 10 сентября 2016 года он впервые вышел в стартовом составе «Манчестер Юнайтед» в манчестерском дерби, но был заменён в перерыве.
8 декабря 2016 года забил свой первый гол за клуб на выезде против луганской «Зари» в последнем групповом матче «Манчестер Юнайтед» в Лиге Европы. Три дня спустя, в следующей игре «Юнайтед», Мхитарян забил свой первый гол в Премьер-лиге (и свой первый гол на «Олд Траффорд») в победе над «Тоттенхэм Хотспур» (1:0); однако он покинул игру во втором тайме, получив травму лодыжки в результате отбора Дэнни Роуза. Он вернулся после травмы два матча спустя, выйдя со скамейки запасных, чтобы забить третий гол «Юнайтед» в матче с «Сандерлендом», «ударом скорпиона», который он назвал лучшим голом в своей жизни; однако повторы после гола показали, что Мхитарян находился в положении «вне игры», когда ему отдавали передачу. Он забил в финале Лиги Европы 2017 года, чтобы помочь «Манчестер Юнайтед» победить «Аякс» со счётом 2:0, и стал первым армянином, выигравшим главный европейский трофей.
В первых трёх матчах сезона Премьер-лиги 2017/18 Мхитарян ассистировал рекордные пять голов. Через два дня он забил свой первый гол в сезоне в победе над «Эвертоном» со счётом 4:0. Через десять дней он забил свой первый гол в Лиге чемпионов за «Манчестер Юнайтед» в гостевой победе над московским ЦСКА со счётом 4:1. Однако после неудачного выступления Мхитарян был исключён из стартового состава во время победы «Юнайтед» над «Ньюкаслом» со счётом 4:1. Он вернулся в состав на следующий матч против «Брайтон энд Хоув Альбион», но затем ему предстояло пропустить пять матчей Премьер-лиги. Он вернулся в состав на три матча в конце декабря, но снова был выведен из состава на три последние игры «Юнайтед».

### «Арсенал»

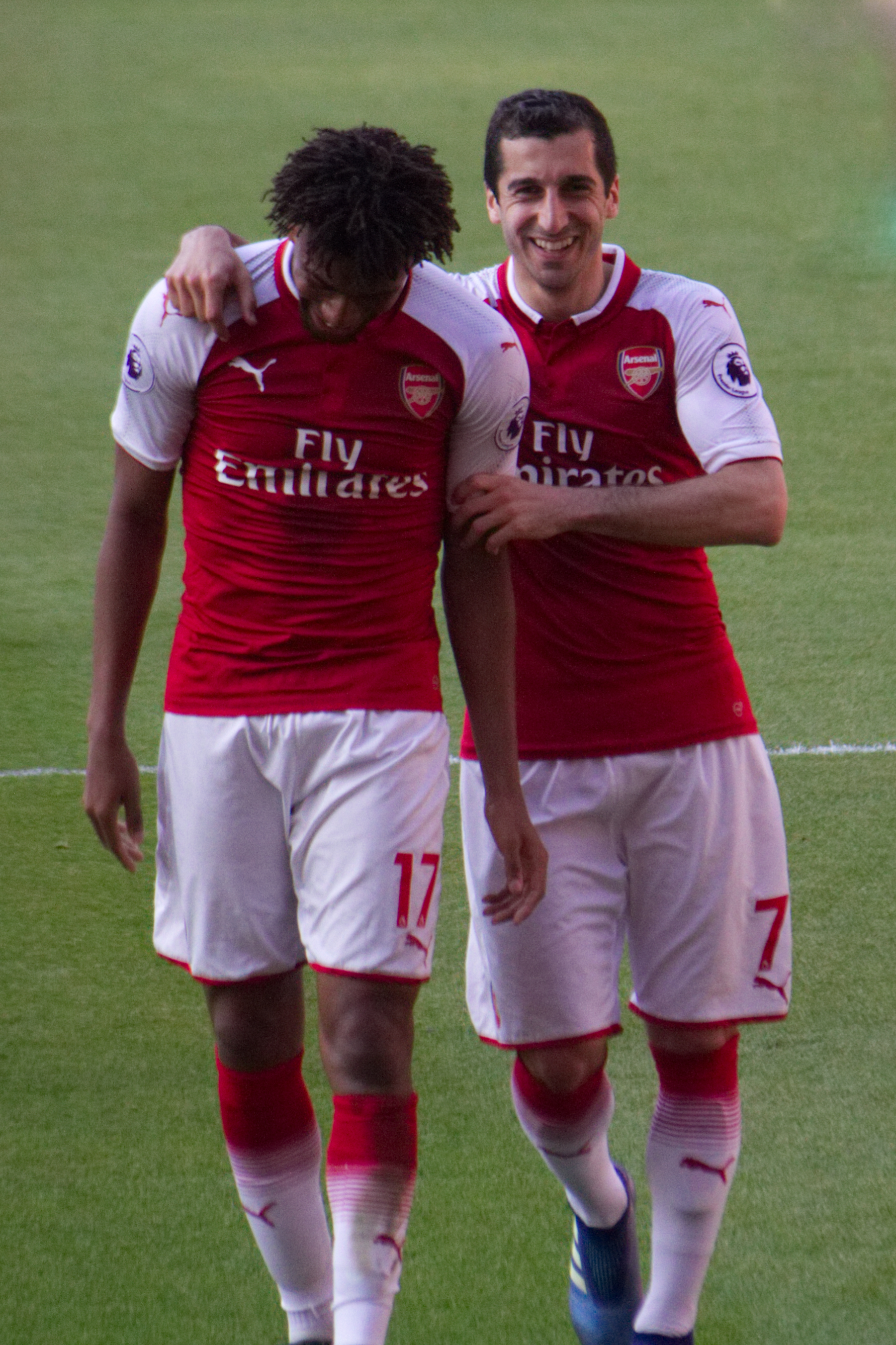
Мхитарян и Алекс Ивоби в составе «Арсенала»

22 января 2018 года официальный сайт лондонского «Арсенала» объявил о переходе Мхитаряна в обмен на Алексиса Санчеса. Мхитарян заключил долгосрочный контракт, условия которого не разглашались. В новой команде взял 7-й номер, ранее принадлежавший Санчесу. Дебютировал 30 января в игре против «Суонси» (1:3), выйдя на замену на 60-й минуте вместо Мохаммеда эль-Ненни.
3 февраля дебютировал в основном составе в матче против «Эвертона» и отдал 3 голевые передачи.
8 марта 2018 года, забил свой первый мяч в майке «Арсенала» в 1/8 Лиги Европы против «Милана» и стал лучшим игроком матча.
Свой первый гол в Премьер-лиге за «Арсенал» забил 11 марта 2018 года в матче против «Уотфорда». В этом же матче отдал голевую передачу на Пьера-Эмерика Обамеянга. 29 апреля забил гол в ворота своей бывшей команды — «Манчестер Юнайтед».

### «Рома»
2 сентября 2019 года на правах аренды перешёл в итальянскую «Рому» до 30 июня 2020 года. Сумма трансфера составила €3 млн. В новом клубе Генрих взял 77-й номер, под которым он выступал в «Арсенале» в розыгрыше Лиги Европы сезона 2017/18. 15 сентября 2019 года Генрих дебютировал за новую команду в матче против «Сассуоло», в котором отметился забитым мячом, а «Рома» обыграла соперника со счётом 4:2.
Несмотря на то, что значительную часть сезона 2019/20 Мхитарян был вынужден пропустить из-за травм он сумел закрепиться в составе римлян и набрал 14 очков по системе «гол+пас» (9 голов и 5 голевых передач) в Серии А. 31 августа 2020 года Генрих перешёл в «Рому» на постоянной основе, разорвав контракт с «Арсеналом» по обоюдному согласию. Уже по ходу сезона 2020/21 Мхитарян стал ключевым игроком в команде тренера «джалоросси» Паулу Фонсеки, играя не только в роли атакующего полузащитника, но и на позиции ложной девятки. 5 ноября 2020 года в матче против румынского «Клужа» на групповом этапе Лиги Европы, Мхитарян забил гол на 57-й секунде матча, став автором самого быстрого гола в истории клуба на данном турнире, а «джалоросси» обыграли соперника со счётом 5:0. 8 ноября 2020 года, в матче Серии А против «Дженоа» Генрих оформил хет-трик (3:1), а 22 ноября 2020 года, Мхитарян уже в матче против «Пармы» отличился дублем (3:0). По итогам сезона 2020/21 Генрих во всех турнирах забил 15 голов и сделал 13 голевых передач. 1 июня 2021 года Мхитарян переподписал контракт с «Ромой» на один сезон. В первом матче сезона 2021/22 с «Фиорентиной» Мхитарян забил первый гол с передачи Тэмми Абрахама, а команда по итогу встречи победила соперника со счётом 3:1. По ходу сезона Мхитарян под руководством нового наставника «Ромы» Жозе Моуринью (с которым футболист работал в «Манчестер Юнайтед») стал чаще играть в центре полузащиты, в результате чего его результативность упала, но при этом роль Мхитаряна в игре команды нисколько не снизилась. В этом же сезоне Генриху вместе со своей командой удалось добраться до финала первого розыгрыша Лиги конференций УЕФА и в финале с «Фейеноордом» обыграть соперника (1:0) и выиграть трофей.

### «Интернационале»
2 июля 2022 года Мхитарян перешёл в «Интер» на правах свободного агента. Подписал с миланским клубом контракт до 2024 года с зарплатой € 3,5 млн в год.
10 июня 2023 года стал первым армянином, принявшим участие в финале Лиги чемпионов УЕФА, выйдя на замену против «Манчестер Сити».
30 декабря 2023 года продлил свой контракт с «Интером» до 30 июня 2026 года.

## Карьера в сборной

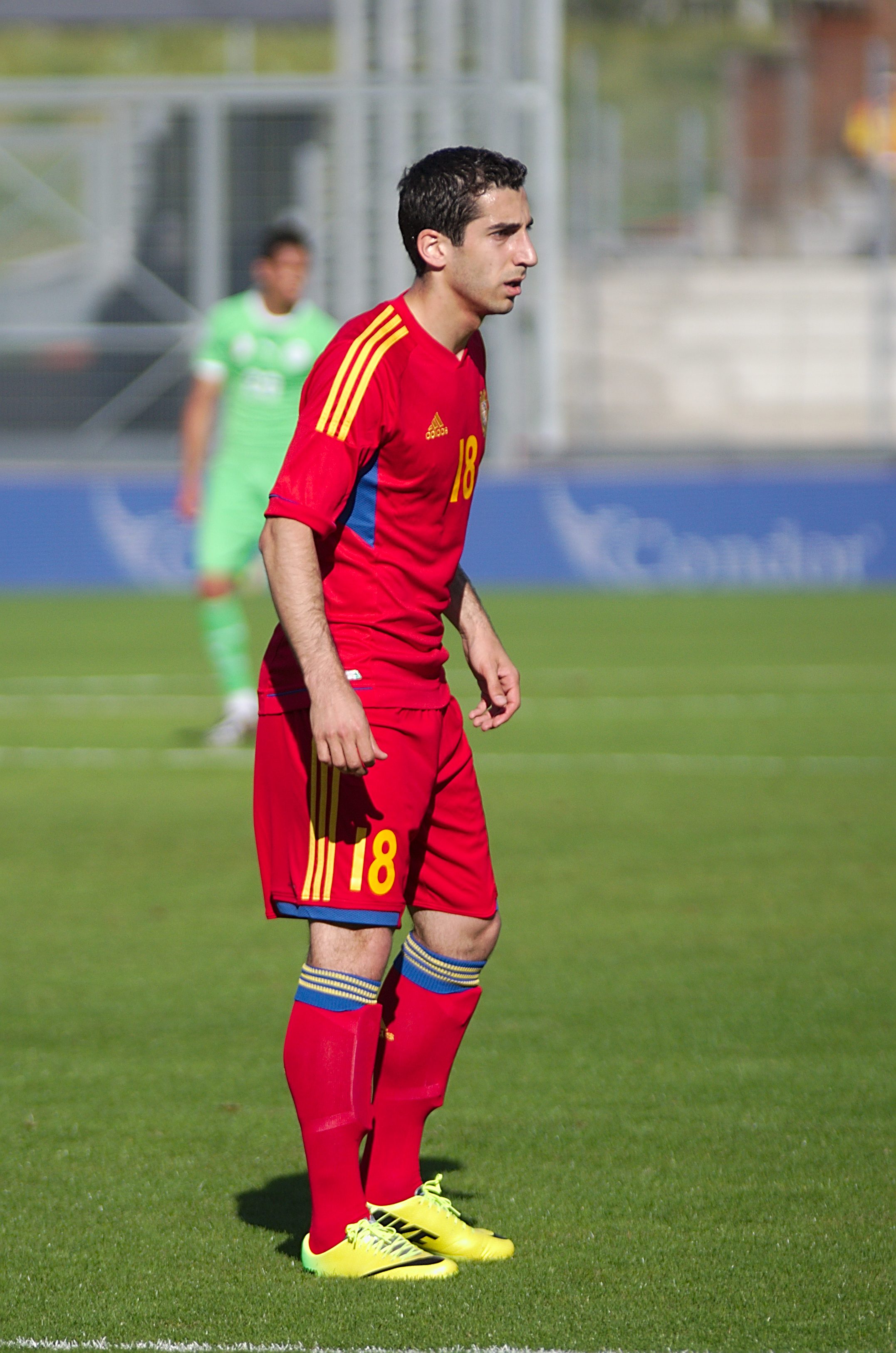
На матче Алжир—Армения

Лучший бомбардир в истории сборной Армении. Выступал за молодёжную сборную. В сборной Армении дебютировал 14 января 2007 года в матче с Панамой за неделю до своего 18-летия.
В отборочном цикле на Евро-2012 Мхитарян забил 6 голов, заняв первое место в списке бомбардиров в группе B, что помогло сборной Армении до последней игры претендовать на выход в стыковые матчи. В декабре того же года был признан лучшим футболистом Армении по всеобщему голосованию.
15 октября 2013 года в матче квалификации ЧМ-2014 с Италией (2:2) забил свой 12-й гол за национальную команду, став лучшим бомбардиром в истории сборной.
3 марта 2022 года объявил о завершении карьеры в сборной Армении. К этому моменту он провёл в составе сборной 95 игр и забил 32 гола.

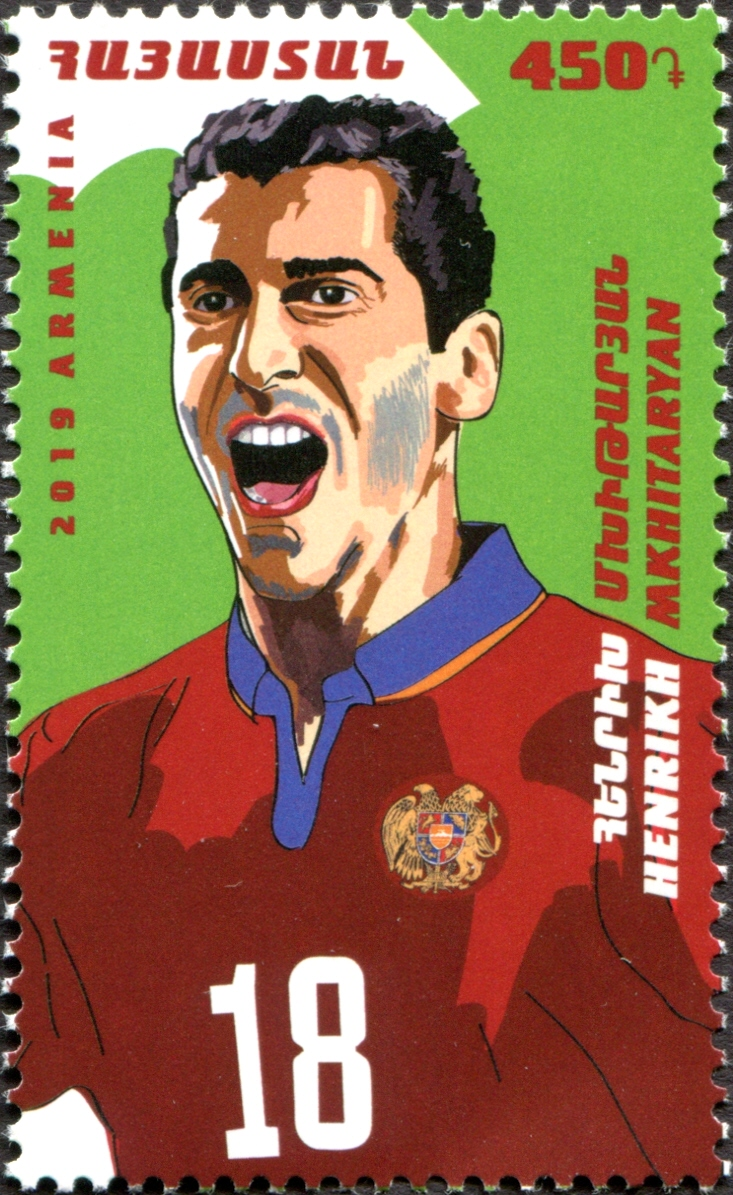
Почтовая марка с портретом Мхитаряна (2019)

## Достижения

### Командные достижения
«Пюник»
- Чемпион Армении (4): 2006, 2007, 2008, 2009
- Обладатель Кубка Армении: 2009
- Обладатель Суперкубка Армении (2): 2007, 2008
- Итого: 7 трофеев

«Шахтёр» (Донецк)
- Чемпион Украины (3): 2010/11, 2011/12, 2012/13
- Обладатель Кубка Украины (3): 2010/11, 2011/12, 2012/13
- Обладатель Суперкубка Украины: 2012
- Итого: 7 трофеев

«Боруссия» (Дортмунд)
- Обладатель Суперкубка Германии (2): 2013, 2014
- Итого: 2 трофея

«Манчестер Юнайтед»
- Обладатель Кубка Футбольной лиги: 2016/17
- Обладатель Суперкубка Англии: 2016
- Победитель Лиги Европы УЕФА: 2016/17
- Итого: 3 трофея

«Рома»
- Победитель Лиги конференций УЕФА: 2021/22
- Итого: 1 трофей

«Интернационале»
- Чемпион Италии: 2023/24
- Обладатель Кубка Италии: 2022/23
- Обладатель Суперкубка Италии (2): 2022, 2023
- Финалист Лиги чемпионов УЕФА (2): 2022/23, 2024/25
- Итого: 4 трофея

### Личные достижения
- Лучший бомбардир в истории сборной Армении: 32 гола
- Футболист года в Армении (12): 2009, 2011, 2012, 2013, 2014, 2015[128], 2016, 2017, 2019, 2020, 2023, 2024
- Лучший игрок месяца в УПЛ: Октябрь 2009[129]
- Лучший игрок «Шахтёра» в 2012 году[130]
- Футболист года в чемпионате Украины: 2012[131]
- Лучший бомбардир украинской Премьер-лиги: 2012/13
- Лучший футболист СНГ и стран Балтии в 2012, 2013[132]
- Входит в символическую сборную немецкой Бундеслиги 2013/14[133]
- Лучший ассистент Бундеслиги: 2015/16 (18 передач)
- Лучший бомбардир Кубка Германии: 2015/16
- Игрок года Бундеслиги по версии футболистов: 2016[134]
- Автор лучшего гола месяца английской Премьер-лиги: декабрь 2016
- Входит в состав символической сборной года Лиги Европы УЕФА: 2016/17[135]
- Рекордсмен чемпионата Украины по количеству голов в одном сезоне: 25 голов
- Член бомбардирского Клуба Максима Шацких: 61 гол
- 9 ноября 2016 года стал Послом доброй воли ЮНИСЕФ[136].

## Статистика выступлений

### Клубная статистика
| Выступление         | Выступление      | Выступление      | Лига | Лига | Кубок | Кубок | Еврокубки | Еврокубки | Прочие | Прочие | Итого | Итого |
| Клуб                | Лига             | Сезон            | Игры | Голы | Игры  | Голы  | Игры      | Голы      | Игры   | Голы   | Игры  | Голы  |
| ------------------- | ---------------- | ---------------- | ---- | ---- | ----- | ----- | --------- | --------- | ------ | ------ | ----- | ----- |
| Пюник               | Премьер-лига     | 2006             | 12   | 1    | 0     | 0     | —         | —         | —      | —      | 12    | 1     |
| Пюник               | Премьер-лига     | 2007             | 24   | 12   | 0     | 0     | 4         | 0         | —      | —      | 28    | 12    |
| Пюник               | Премьер-лига     | 2008             | 24   | 6    | 5     | 3     | 2         | 0         | —      | —      | 31    | 9     |
| Пюник               | Премьер-лига     | 2009             | 10   | 11   | 6     | 2     | —         | —         | —      | —      | 16    | 13    |
| Пюник               | Итого            | Итого            | 70   | 30   | 11    | 5     | 6         | 0         | —      | —      | 87    | 35    |
| Металлург (Донецк)  | Премьер-лига     | 2009/10          | 29   | 9    | 2     | 1     | 6         | 4         | —      | —      | 37    | 14    |
| Металлург (Донецк)  | Премьер-лига     | 2010/11          | 8    | 3    | 0     | 0     | —         | —         | —      | —      | 8     | 3     |
| Металлург (Донецк)  | Итого            | Итого            | 37   | 12   | 2     | 1     | 6         | 4         | —      | —      | 45    | 17    |
| Шахтёр (Донецк)     | Премьер-лига     | 2010/11          | 17   | 3    | 3     | 1     | 7         | 0         | —      | —      | 27    | 4     |
| Шахтёр (Донецк)     | Премьер-лига     | 2011/12          | 26   | 10   | 4     | 1     | 6         | 0         | 1      | 0      | 37    | 11    |
| Шахтёр (Донецк)     | Премьер-лига     | 2012/13          | 29   | 25   | 4     | 2     | 8         | 2         | 1      | 0      | 42    | 29    |
| Шахтёр (Донецк)     | Итого            | Итого            | 72   | 38   | 11    | 4     | 21        | 2         | 2      | 0      | 106   | 44    |
| Боруссия (Дортмунд) | Бундеслига       | 2013/14          | 31   | 9    | 5     | 2     | 10        | 2         | 0      | 0      | 46    | 13    |
| Боруссия (Дортмунд) | Бундеслига       | 2014/15          | 28   | 3    | 6     | 1     | 7         | 0         | 1      | 1      | 42    | 5     |
| Боруссия (Дортмунд) | Бундеслига       | 2015/16          | 31   | 11   | 6     | 5     | 15        | 7         | —      | —      | 52    | 23    |
| Боруссия (Дортмунд) | Итого            | Итого            | 90   | 23   | 17    | 8     | 32        | 9         | 1      | 1      | 140   | 41    |
| Манчестер Юнайтед   | Премьер-лига     | 2016/17          | 24   | 4    | 5     | 1     | 11        | 6         | 1      | 0      | 41    | 11    |
| Манчестер Юнайтед   | Премьер-лига     | 2017/18          | 15   | 1    | 2     | 0     | 4         | 1         | 1      | 0      | 22    | 2     |
| Манчестер Юнайтед   | Итого            | Итого            | 39   | 5    | 7     | 1     | 15        | 7         | 2      | 0      | 63    | 13    |
| Арсенал             | Премьер-лига     | 2017/18          | 11   | 2    | —     | —     | 6         | 1         | —      | —      | 17    | 3     |
| Арсенал             | Премьер-лига     | 2018/19          | 25   | 6    | 3     | 0     | 11        | 0         | —      | —      | 39    | 6     |
| Арсенал             | Премьер-лига     | 2019/20          | 3    | 0    | 0     | 0     | 0         | 0         | —      | —      | 3     | 0     |
| Арсенал             | Итого            | Итого            | 39   | 8    | 3     | 0     | 17        | 1         | —      | —      | 59    | 9     |
| Рома                | Серия А          | 2019/20          | 22   | 9    | —     | —     | 5         | 0         | —      | —      | 27    | 9     |
| Рома                | Серия А          | 2020/21          | 34   | 13   | 1     | 1     | 11        | 1         | —      | —      | 46    | 15    |
| Рома                | Серия А          | 2021/22          | 31   | 5    | 2     | 0     | 11        | 0         | —      | —      | 44    | 5     |
| Рома                | Итого            | Итого            | 87   | 27   | 3     | 1     | 27        | 1         | —      | —      | 117   | 29    |
| Интернационале      | Серия А          | 2022/23          | 31   | 3    | 4     | 0     | 13        | 2         | 1      | 0      | 49    | 5     |
| Интернационале      | Серия А          | 2023/24          | 36   | 2    | 1     | 0     | 7         | 0         | 2      | 0      | 46    | 2     |
| Интернационале      | Серия А          | 2024/25          | 32   | 1    | 1     | 0     | 13        | 0         | 2      | 0      | 48    | 1     |
| Интернационале      | Итого            | Итого            | 99   | 6    | 6     | 0     | 33        | 2         | 5      | 0      | 143   | 8     |
| Всего за карьеру    | Всего за карьеру | Всего за карьеру | 533  | 149  | 60    | 20    | 157       | 26        | 10     | 1      | 760   | 196   |

### Выступления за сборную
| Сборная          | Год              | Отборочные матчи ЧМ | Отборочные матчи ЧМ | Отборочные матчи ЧЕ | Отборочные матчи ЧЕ | Лига наций УЕФА | Лига наций УЕФА | Товарищеские матчи | Товарищеские матчи | Итого | Итого |
| Сборная          | Год              | Игры                | Голы                | Игры                | Голы                | Игры            | Голы            | Игры               | Голы               | Игры  | Голы  |
| ---------------- | ---------------- | ------------------- | ------------------- | ------------------- | ------------------- | --------------- | --------------- | ------------------ | ------------------ | ----- | ----- |
| Армения          | 2007             | -                   | -                   | -                   | -                   | -               | -               | 2                  | 0                  | 2     | 0     |
| Армения          | 2008             | 1                   | 0                   | -                   | -                   | -               | -               | 4                  | 0                  | 5     | 0     |
| Армения          | 2009             | 5                   | 1                   | -                   | -                   | -               | -               | 2                  | 0                  | 7     | 1     |
| Армения          | 2010             | -                   | -                   | 4                   | 2                   | -               | -               | 1                  | 1                  | 5     | 3     |
| Армения          | 2011             | -                   | -                   | 6                   | 4                   | -               | -               | 2                  | 0                  | 8     | 4     |
| Армения          | 2012             | 3                   | 1                   | -                   | -                   | -               | -               | 5                  | 1                  | 8     | 2     |
| Армения          | 2013             | 7                   | 2                   | -                   | -                   | -               | -               | 1                  | 0                  | 8     | 2     |
| Армения          | 2014             | -                   | -                   | 2                   | 1                   | -               | -               | 5                  | 3                  | 7     | 4     |
| Армения          | 2015             | -                   | -                   | 5                   | 0                   | -               | -               | 1                  | 0                  | 6     | 0     |
| Армения          | 2016             | 1                   | 0                   | -                   | -                   | -               | -               | 4                  | 3                  | 5     | 3     |
| Армения          | 2017             | 6                   | 2                   | -                   | -                   | -               | -               | 3                  | 4                  | 9     | 6     |
| Армения          | 2018             | -                   | -                   | -                   | -                   | 6               | 1               | 4                  | 0                  | 10    | 1     |
| Армения          | 2019             | -                   | -                   | 6                   | 3                   | -               | -               | -                  | -                  | 6     | 3     |
| Армения          | 2020             | -                   | -                   | -                   | -                   | 2               | 1               | -                  | -                  | 2     | 1     |
| Армения          | 2021             | 7                   | 2                   | -                   | -                   | -               | -               | -                  | -                  | 7     | 2     |
| Всего за карьеру | Всего за карьеру | 30                  | 8                   | 23                  | 10                  | 8               | 2               | 34                 | 12                 | 95    | 32    |

### Матчи и голы за сборную
| Матчи Мхитаряна за сборную Армении | Матчи Мхитаряна за сборную Армении | Матчи Мхитаряна за сборную Армении | Матчи Мхитаряна за сборную Армении | Матчи Мхитаряна за сборную Армении | Матчи Мхитаряна за сборную Армении | Матчи Мхитаряна за сборную Армении |
| №                                  | Дата                               | Оппонент                           | Счёт                               | Голы                               | Соревнование                       |                                    |
| ---------------------------------- | ---------------------------------- | ---------------------------------- | ---------------------------------- | ---------------------------------- | ---------------------------------- | ---------------------------------- |
| 1                                  | 14 января 2007                     | Панама                             | 1:1                                | —                                  | Товарищеский матч                  |                                    |
| 2                                  | 7 февраля 2007                     | Андорра                            | 0:0                                | —                                  | Товарищеский матч                  |                                    |
| 3                                  | 2 февраля 2008                     | Мальта                             | 1:0                                | —                                  | Товарищеский матч                  |                                    |
| 4                                  | 4 февраля 2008                     | Беларусь                           | 2:1                                | —                                  | Товарищеский матч                  |                                    |
| 5                                  | 6 февраля 2008                     | Исландия                           | 0:2                                | —                                  | Товарищеский матч                  |                                    |
| 6                                  | 26 марта 2008                      | Казахстан                          | 1:0                                | —                                  | Товарищеский матч                  |                                    |
| 7                                  | 11 октября 2008                    | Бельгия                            | 0:2                                | —                                  | Отборочные матчи ЧМ-2010           |                                    |
| 8                                  | 11 февраля 2009                    | Латвия                             | 0:0                                | —                                  | Товарищеский матч                  |                                    |
| 9                                  | 28 марта 2009                      | Эстония                            | 2:2                                | 1                                  | Отборочные матчи ЧМ-2010           |                                    |
| 10                                 | 1 апреля 2009                      | Эстония                            | 0:1                                | —                                  | Отборочные матчи ЧМ-2010           |                                    |
| 11                                 | 12 августа 2009                    | Молдова                            | 1:4                                | —                                  | Товарищеский матч                  |                                    |
| 12                                 | 5 сентября 2009                    | Босния и Герцеговина               | 0:2                                | —                                  | Отборочные матчи ЧМ-2010           |                                    |
| 13                                 | 9 сентября 2009                    | Бельгия                            | 2:1                                | —                                  | Отборочные матчи ЧМ-2010           |                                    |
| 14                                 | 14 октября 2009                    | Турция                             | 0:2                                | —                                  | Отборочные матчи ЧМ-2010           |                                    |
| 15                                 | 25 мая 2010                        | Узбекистан                         | 3:1                                | 1                                  | Товарищеский матч                  |                                    |
| 16                                 | 3 сентября 2010                    | Ирландия                           | 0:1                                | —                                  | Отборочные матчи ЧЕ-2012           |                                    |
| 17                                 | 7 сентября 2010                    | Македония                          | 2:2                                | —                                  | Отборочные матчи ЧЕ-2012           |                                    |
| 18                                 | 8 октября 2010                     | Словакия                           | 3:1                                | 1                                  | Отборочные матчи ЧЕ-2012           |                                    |
| 19                                 | 12 октября 2010                    | Андорра                            | 4:0                                | 1                                  | Отборочные матчи ЧЕ-2012           |                                    |
| 20                                 | 9 февраля 2011                     | Грузия                             | 1:2                                | —                                  | Товарищеский матч                  |                                    |
| 21                                 | 26 марта 2011                      | Россия                             | 0:0                                | —                                  | Отборочные матчи ЧЕ-2012           |                                    |
| 22                                 | 4 июня 2011                        | Россия                             | 1:3                                | —                                  | Отборочные матчи ЧЕ-2012           |                                    |
| 23                                 | 10 августа 2011                    | Литва                              | 0:3                                | —                                  | Товарищеский матч                  |                                    |
| 24                                 | 2 сентября 2011                    | Андорра                            | 3:0                                | 1                                  | Отборочные матчи ЧЕ-2012           |                                    |
| 25                                 | 6 сентября 2011                    | Словакия                           | 4:0                                | 1                                  | Отборочные матчи ЧЕ-2012           |                                    |
| 26                                 | 7 октября 2011                     | Македония                          | 4:1                                | 1                                  | Отборочные матчи ЧЕ-2012           |                                    |
| 27                                 | 11 октября 2011                    | Ирландия                           | 1:2                                | 1                                  | Отборочные матчи ЧЕ-2012           |                                    |
| 28                                 | 29 февраля 2012                    | Канада                             | 3:1                                | —                                  | Товарищеский матч                  |                                    |
| 29                                 | 31 мая 2012                        | Греция                             | 0:1                                | —                                  | Товарищеский матч                  |                                    |
| 30                                 | 5 июня 2012                        | Казахстан                          | 3:0                                | —                                  | Товарищеский матч                  |                                    |
| 31                                 | 15 августа 2012                    | Беларусь                           | 1:2                                | —                                  | Товарищеский матч                  |                                    |
| 32                                 | 7 сентября 2012                    | Мальта                             | 1:0                                | —                                  | Отборочные матчи ЧМ-2014           |                                    |
| 33                                 | 11 сентября 2012                   | Болгария                           | 0:1                                | —                                  | Отборочные матчи ЧМ-2014           |                                    |
| 34                                 | 12 октября 2012                    | Италия                             | 1:3                                | 1                                  | Отборочные матчи ЧМ-2014           |                                    |
| 35                                 | 14 ноября 2012                     | Литва                              | 4:2                                | 1                                  | Товарищеский матч                  |                                    |
| 36                                 | 5 февраля 2013                     | Люксембург                         | 1:1                                | —                                  | Товарищеский матч                  |                                    |
| 37                                 | 26 марта 2013                      | Чехия                              | 0:3                                | —                                  | Отборочные матчи ЧМ-2014           |                                    |
| 38                                 | 7 июня 2013                        | Мальта                             | 0:1                                | —                                  | Отборочные матчи ЧМ-2014           |                                    |
| 39                                 | 11 июня 2013                       | Дания                              | 4:0                                | 1                                  | Отборочные матчи ЧМ-2014           |                                    |
| 40                                 | 6 сентября 2013                    | Чехия                              | 2:1                                | —                                  | Отборочные матчи ЧМ-2014           |                                    |
| 41                                 | 10 сентября 2013                   | Дания                              | 0:1                                | —                                  | Отборочные матчи ЧМ-2014           |                                    |
| 42                                 | 11 октября 2013                    | Болгария                           | 2:1                                | —                                  | Отборочные матчи ЧМ-2014           |                                    |
| 43                                 | 15 октября 2013                    | Италия                             | 2:2                                | 1                                  | Отборочные матчи ЧМ-2014           |                                    |
| 44                                 | 5 марта 2014                       | Россия                             | 0:2                                | —                                  | Товарищеский матч                  |                                    |
| 45                                 | 27 мая 2014                        | ОАЭ                                | 4:3                                | 2                                  | Товарищеский матч                  |                                    |
| 46                                 | 31 мая 2014                        | Алжир                              | 1:3                                | —                                  | Товарищеский матч                  |                                    |
| 47                                 | 6 июня 2014                        | Германия                           | 1:6                                | 1                                  | Товарищеский матч                  |                                    |
| 48                                 | 3 сентября 2014                    | Латвия                             | 0:2                                | —                                  | Товарищеский матч                  |                                    |
| 49                                 | 7 сентября 2014                    | Дания                              | 1:2                                | 1                                  | Отборочные матчи ЧЕ-2016           |                                    |
| 50                                 | 14 ноября 2014                     | Португалия                         | 0:1                                | —                                  | Отборочные матчи ЧЕ-2016           |                                    |
| 51                                 | 29 марта 2015                      | Албания                            | 1:2                                | —                                  | Отборочные матчи ЧЕ-2016           |                                    |
| 52                                 | 13 июня 2015                       | Португалия                         | 2:3                                | —                                  | Отборочные матчи ЧЕ-2016           |                                    |
| 53                                 | 4 сентября 2015                    | Сербия                             | 0:2                                | —                                  | Отборочные матчи ЧЕ-2016           |                                    |
| 54                                 | 7 сентября 2015                    | Дания                              | 0:0                                | —                                  | Отборочные матчи ЧЕ-2016           |                                    |
| 55                                 | 8 октября 2015                     | Франция                            | 0:4                                | —                                  | Товарищеский матч                  |                                    |
| 56                                 | 11 октября 2015                    | Албания                            | 0:3                                | —                                  | Отборочные матчи ЧЕ-2016           |                                    |
| 57                                 | 25 марта 2016                      | Беларусь                           | 0:0                                | —                                  | Товарищеский матч                  |                                    |
| 58                                 | 28 мая 2016                        | Гватемала                          | 7:1                                | 3                                  | Товарищеский матч                  |                                    |
| 59                                 | 1 июня 2016                        | Сальвадор                          | 4:0                                | —                                  | Товарищеский матч                  |                                    |
| 60                                 | 31 августа 2016                    | Чехия                              | 0:3                                | —                                  | Товарищеский матч                  |                                    |
| 61                                 | 11 ноября 2016                     | Черногория                         | 3:2                                | —                                  | Отборочные матчи ЧМ-2018           |                                    |
| 62                                 | 26 марта 2017                      | Казахстан                          | 2:0                                | 1                                  | Отборочные матчи ЧМ-2018           |                                    |
| 63                                 | 4 июня 2017                        | Сент-Китс и Невис                  | 5:0                                | 2                                  | Товарищеский матч                  |                                    |
| 64                                 | 10 июня 2017                       | Черногория                         | 1:4                                | —                                  | Отборочные матчи ЧМ-2018           |                                    |
| 65                                 | 1 сентября 2017                    | Румыния                            | 0:1                                | —                                  | Отборочные матчи ЧМ-2018           |                                    |
| 66                                 | 4 сентября 2017                    | Дания                              | 1:4                                | —                                  | Отборочные матчи ЧМ-2018           |                                    |
| 67                                 | 5 октября 2017                     | Польша                             | 1:6                                | —                                  | Отборочные матчи ЧМ-2018           |                                    |
| 68                                 | 8 октября 2017                     | Казахстан                          | 1:1                                | 1                                  | Отборочные матчи ЧМ-2018           |                                    |
| 69                                 | 9 ноября 2017                      | Беларусь                           | 4:1                                | 1                                  | Товарищеский матч                  |                                    |
| 70                                 | 13 ноября 2017                     | Кипр                               | 3:2                                | 1                                  | Товарищеский матч                  |                                    |
| 71                                 | 24 марта 2018                      | Эстония                            | 0:0                                | —                                  | Товарищеский матч                  |                                    |
| 72                                 | 27 марта 2018                      | Литва                              | 0:1                                | —                                  | Товарищеский матч                  |                                    |
| 73                                 | 29 мая 2018                        | Мальта                             | 1:1                                | —                                  | Товарищеский матч                  |                                    |
| 74                                 | 4 июня 2018                        | Молдова                            | 0:0                                | —                                  | Товарищеский матч                  |                                    |
| 75                                 | 6 сентября 2018                    | Лихтенштейн                        | 2:1                                | —                                  | Лига наций УЕФА 2018/2019          |                                    |
| 76                                 | 9 сентября 2018                    | Македония                          | 0:2                                | —                                  | Лига наций УЕФА 2018/2019          |                                    |
| 77                                 | 13 октября 2018                    | Гибралтар                          | 0:1                                | —                                  | Лига наций УЕФА 2018/2019          |                                    |
| 78                                 | 16 октября 2018                    | Македония                          | 4:0                                | 1                                  | Лига наций УЕФА 2018/2019          |                                    |
| 79                                 | 16 ноября 2018                     | Гибралтар                          | 6:2                                | -                                  | Лига наций УЕФА 2018/2019          |                                    |
| 80                                 | 19 ноября 2018                     | Лихтенштейн                        | 2:2                                | -                                  | Лига наций УЕФА 2018/2019          |                                    |
| 81                                 | 23 марта 2019                      | Боснии и Герцеговина               | 1:2                                | 1                                  | Отборочные матчи ЧЕ-2020           |                                    |
| 82                                 | 26 марта 2019                      | Финляндия                          | 0:2                                | -                                  | Отборочные матчи ЧЕ-2020           |                                    |
| 83                                 | 8 июня 2019                        | Лихтенштейн                        | 3:0                                | -                                  | Отборочные матчи ЧЕ-2020           |                                    |
| 84                                 | 11 июня 2019                       | Греция                             | 3:2                                | -                                  | Отборочные матчи ЧЕ-2020           |                                    |
| 85                                 | 5 сентября 2019                    | Италия                             | 1:3                                | -                                  | Отборочные матчи ЧЕ-2020           |                                    |
| 86                                 | 8 сентября 2019                    | Босния и Герцеговина               | 4:2                                | 2                                  | Отборочные матчи ЧЕ-2020           |                                    |
| 87                                 | 11 октября 2020                    | Грузия                             | 2:2                                | 1                                  | Лига наций УЕФА 2020/2021          |                                    |
| 88                                 | 14 октября 2020                    | Эстония                            | 1:1                                | -                                  | Лига наций УЕФА 2020/2021          |                                    |
| 89                                 | 2 сентября 2021                    | Северная Македония                 | 0:0                                | -                                  | Отборочные матчи ЧМ-2022           |                                    |
| 90                                 | 5 сентября 2021                    | Германия                           | 0:6                                | -                                  | Отборочные матчи ЧМ-2022           |                                    |
| 91                                 | 8 сентября 2021                    | Лихтенштейн                        | 1:1                                | 1                                  | Отборочные матчи ЧМ-2022           |                                    |
| 92                                 | 8 октября 2021                     | Исландия                           | 1:1                                | -                                  | Отборочные матчи ЧМ-2022           |                                    |
| 93                                 | 11 октября 2021                    | Румыния                            | 0:1                                | -                                  | Отборочные матчи ЧМ-2022           |                                    |
| 94                                 | 11 ноября 2021                     | Северная Македония                 | 0:5                                | -                                  | Отборочные матчи ЧМ-2022           |                                    |
| 95                                 | 14 ноября 2021                     | Германия                           | 1:4                                | 1                                  | Отборочные матчи ЧМ-2022           |                                    |

Итого: 95 игр / 32 гола; 31 победа, 20 ничьих, 44 поражения.

## Награды
- Орден «За заслуги перед Отечеством» 1-й степени (26 мая 2017) — за блестящие спортивные соревнования и за достойное представление Армении перед миром[142].

## Личная жизнь
Генрих Мхитарян — сын нападающего Гамлета Мхитаряна, который в своё время являлся лидером ереванского «Арарата», а также его главным голеадором. Является полиглотом: владеет армянским, английским, французским, русским, украинским, португальским, итальянским и немецким языками.
4 марта 2020 года у Мхитаряна родился сын Гамлет.